# Macedónia a 2006. évi téli olimpiai játékokon
Macedónia az olaszországi Torinóban megrendezett 2006. évi téli olimpiai játékok egyik részt vevő nemzete volt. Az országot az olimpián 2 sportágban 3 sportoló képviselte, akik érmet nem szereztek.

## Alpesisí
| Versenyző          | Versenyszám      | 1. futam      | 1. futam      | 2. futam      | 2. futam      | Összesítés | Összesítés |
| Versenyző          | Versenyszám      | Idő           | Hely.         | Idő           | Hely.         | Idő        | Helyezés   |
| ------------------ | ---------------- | ------------- | ------------- | ------------- | ------------- | ---------- | ---------- |
| Gjorgji Markovszki | Műlesiklás       | 1:04,03       | 51.           | nem ért célba | nem ért célba | kiesett    | kiesett    |
| Gjorgji Markovszki | Óriás-műlesiklás | nem ért célba | nem ért célba | kiesett       | kiesett       | kiesett    | kiesett    |

Női
| Versenyző        | Versenyszám      | 1. futam | 1. futam | 2. futam | 2. futam | Összesítés | Összesítés |
| Versenyző        | Versenyszám      | Idő      | Hely.    | Idő      | Hely.    | Idő        | Helyezés   |
| ---------------- | ---------------- | -------- | -------- | -------- | -------- | ---------- | ---------- |
| Ivana Ivcsevszka | Műlesiklás       | 52,40    | 51.      | 57,73    | 48.      | 1:50,13    | 48.        |
| Ivana Ivcsevszka | Óriás-műlesiklás | 1:13,89  | 50.      | 1:23,47  | 39.      | 2:37,36    | 40.        |

## Sífutás
Férfi
| Versenyző          | Versenyszám | Eredmény | Helyezés |
| ------------------ | ----------- | -------- | -------- |
| Darko Damjanovszki | 15 km       | 48:33,7  | 84.      |